# Pristidae
I Pristidi (Pristidae) sono una famiglia di pesci dell'ordine Pristiformes, conosciuti comunemente come pesci sega.

## Distribuzione e habitat
I pesci sega abitano i bassi fondali delle acque tropicali e temperate del globo.

## Descrizione
La caratteristica più spiccata è certamente il rostro, un prolungamento cefalico costeggiato da ambo i lati da scaglie placoidi lunghe 5 cm simili a denti, e che può raggiungere oltre 1/4 della lunghezza totale dell'esemplare. Lo scopo di questa arma è quello di smuovere la sabbia del fondale alla ricerca delle prede, oltre che di ferirle con energici colpi. Uno studio recente ha evidenziato inoltre che nel rostro sono presenti dei pori atti ad intercettare i campi elettrici delle prede. Il corpo è appiattito sul ventre, squaliforme, con due pinne dorsali a triangolo, pettorali allargate, simili alle ali delle razze e coda composta da due lobi, con quello superiore più allungato. La pinna anale è assente. Le aperture branchiali sono sul lato piatto, ventrale.

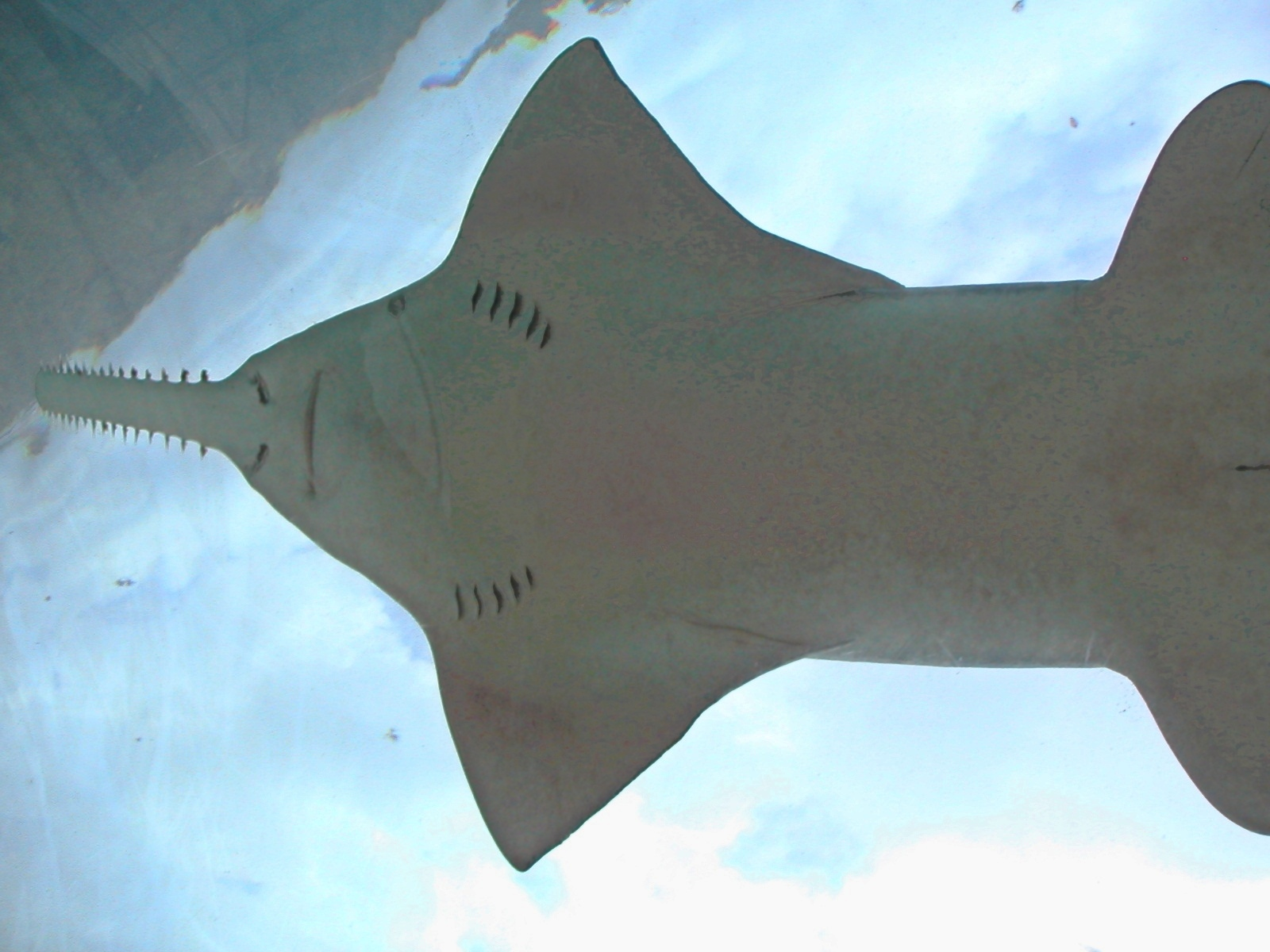
Un pesce sega visto dal basso

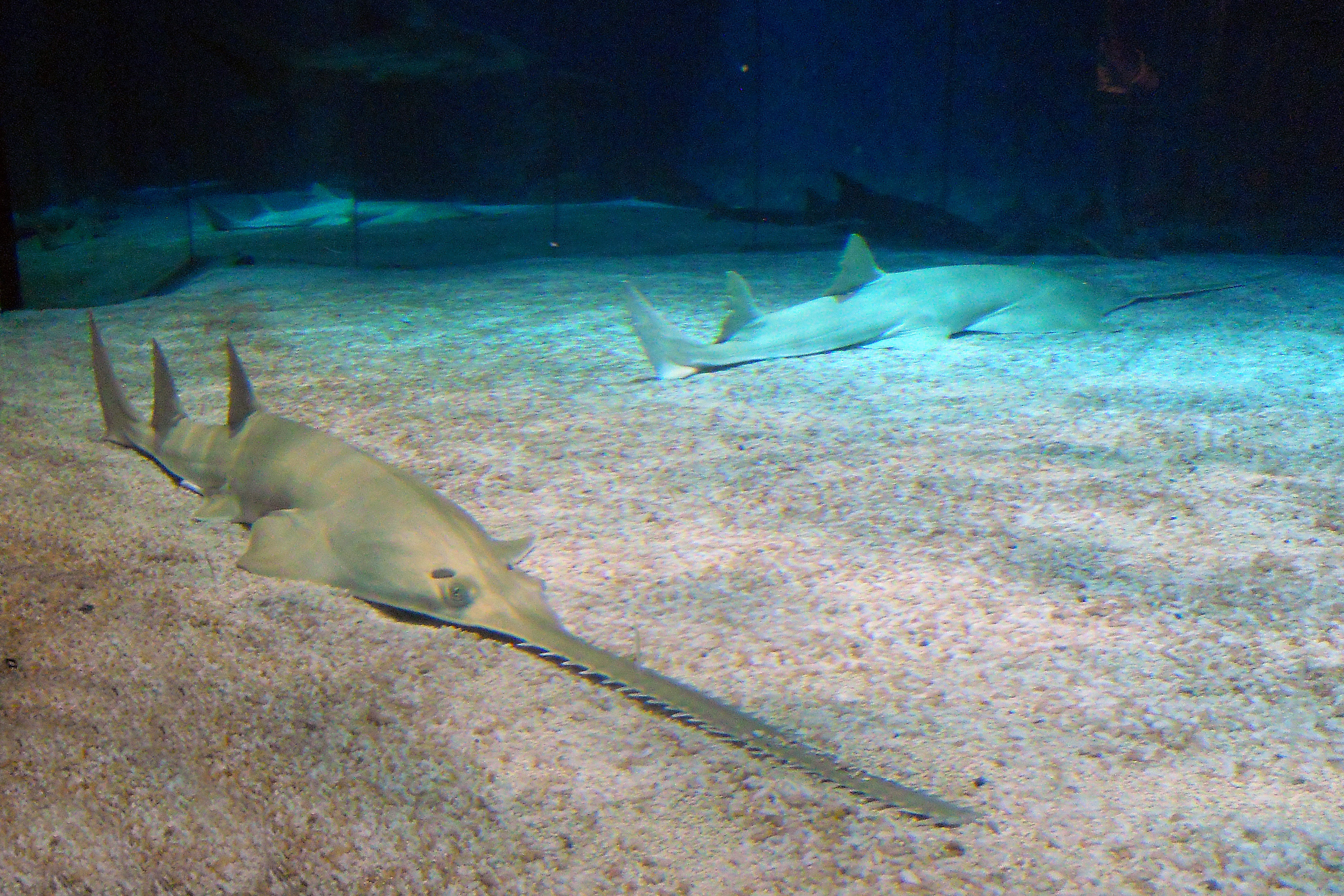
Pesci sega fotografati presso l'Acquario di Genova

Le dimensioni dei pesci sega sono considerevoli: si va da 1,40 m di Pristis clavata fino a 7,6 m di Pristis pectinata. Il peso raggiunge i 350 kg.

## Biologia

### Alimentazione
I pesci sega predano pesci, raiformi, molluschi e crostacei.

### Riproduzione
La fecondazione è interna; sono specie ovovivipare, la femmina partorisce piccoli già formati. Una ricerca condotta in sinergia tra la Stony Brook University di New York, il Field Museum di Chicago e la Commissione della Florida per la Conservazione dei pesci e della fauna selvatica ha mostrato come, prima specie in natura, il pesce sega sia in grado di riprodursi anche per partenogenesi.

## Rapporti con l'uomo
Pescati per le loro pinne e per pesca sportiva, nonché per il rostro, ritenuto un souvenir in alcune zone turistiche tropicali.

Questi pesci possono colpire con il loro rostro se accidentalmente toccati e infastiditi.

## Tassonomia
La famiglia comprende 7 specie in 2 generi:
- genere Anoxypristis White & Moy-Thomas, 1941
  - Anoxypristis cuspidata (Latham, 1794)
- genere Pristis Linck, 1790
  - Pristis clavata Garman, 1906
  - Pristis microdon Latham, 1794
  - Pristis pectinata Latham, 1794
  - Pristis perotteti Müller & Henle, 1841
  - Pristis pristis (Linnaeus, 1758)
  - Pristis zijsron Bleeker, 1851